# جوليميبولجاريني
جوليميبولجاريني (بالبلغارية: Големи Българени)‏ قرية تقع إدارياً ضمن مقاطعة غابروفو في بلغاريا. ويبلغ عدد سكانها 4 نسمة حسب تعداد 15 مارس 2015. تعتمد جوليميبولجاريني للبريد على الرمز البريدي 5370.